# 吴仲禧
吴仲禧（1895年—1983年），男，福建福州人，中华人民共和国政治人物，曾任广东省政协副主席，第五届全国政协委员。中國共產黨地下黨員。

## 生平
辛亥革命時參加福建北伐學生軍，保定軍校三期畢業。抗戰爆發前夕秘密加入中共，長期潛伏於國軍從事諜報工作，官至第四戰區司令長官部軍法執行監。中共建政後，官至廣東省人民法院代院長、省司法廳廳長和黨組書記、广东省政协副主席、民革廣東省副主委。

## 策反吳石
吴仲禧任第四戰區司令長官部軍法執行監時，策反參謀長吳石，從中竊取許多軍事情報。抗戰勝利後，吴仲禧在國防部中將監察官任上，被軍統局蔡勁軍控告貪污，吳石以國防部史料局局長身分營救他出險。此後吴仲禧在上海中共地下黨員林亨元家介紹吳石認識另一位中共地下黨員、民主促進會負責人王紹鏊等人，吳石則介紹、新桂系將領廖磊之姪、白崇禧華中剿匪總部情報科科長胡宗憲。胡每週寄送〈敵我雙方兵力位置要圖〉給吴仲禧，既有國軍部置的準確位置，又有剿總估計共方兵力部署的判斷，均由吴仲禧及時交給滬、港的中共地下黨組織。
1948年夏，吴仲禧以國防部中將部員職銜去徐州剿匪總司令部前，由吳石撰寫介紹信給劉峙的徐州剿总參謀長李樹正，逐在李樹正的陪同下，竊取了東起海州、西至商邱的徐蚌會戰國共雙方部隊駐地、番號、兵種等情報，迅即返回上海交回中共華東局情報部部長潘漢年。